# Cadillac XT6

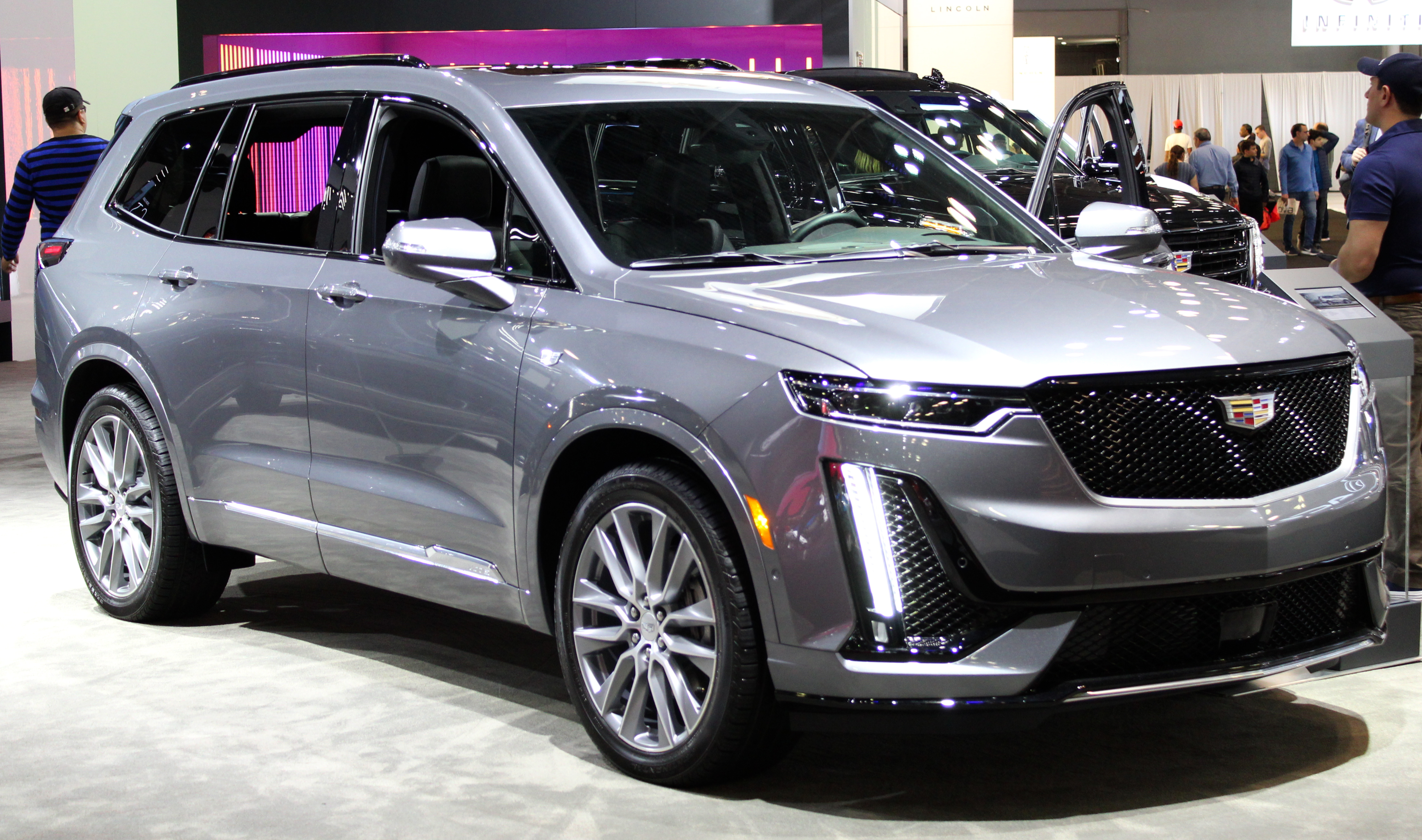
Cadillac XT6. Año 2020.

El Cadillac XT6 es el futuro vehículo deportivo utilitario del segmento E fabricado por Cadillac. Situado por debajo del Escalade y por encima del XT5, fue presentado el 12 de enero de 2019 en el Salón del Automóvil Internacional de Norteamérica. Es catalogado como un modelo del año 2020, aunque como muy temprano se empezará a vender en el verano de 2019.

## Características
La configuración de los asientos se tenía la intención de incluir 6 asientos, ya que Cadillac había anunciado que un posible SUV crossover más grande podría estar en las obras, pero en cambio, el XT6 será un vehículo estándar de siete asientos, teniendo la configuración de seis asientos como una característica opcional. Entre otros detalles, el XT6 vendrá con un motor LGX V6 de 3,6 litros, con una potencia estimada de 310 CV de potencia (231 kW) acoplado a una transmisión automática de nueve velocidades con el cambio de precisión electrónico de última generación. Se espera que venga en una elección de AWD y FWD. Se ofrecerá un motor turbo de gasolina 2.0L I4-LSY en la versión china y estará disponible el modelo en dos ediciones: la Premium Luxury y la Sport.